# 창 (건축)

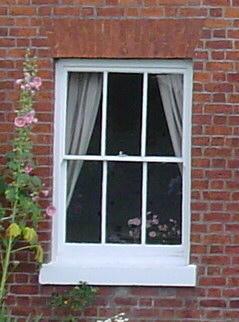

창(窓)은 환기, 채광, 혹은 장식을 목적으로 대표적으로 기나 빛, 소리가 들어오거나 들어오지 못하도록 벽에 만든 구조물이다.
앞을 볼 수 있도록 차창에 설치하거나, 일조를 위해 지붕 위에 설치, 혹은 단순한 장식을 위해서 설치하는 등 다양한 용도로 실생활에서 볼 수있다.
또한 밖으로 열려 있다는 점 때문에 기타 벌레가 들어올 가능성이 높아 일반적으로 함께 방충망을 달곤 하며 겨울철 보온을 생각해 이중창을 만들어 단열하거나 단열재로 뽁뽁이를 붙이는 집이 많다.
또한 태풍이 올 경우 테이프나 젖은 신문지로 마감하여 전체적인 강도를 보강하거나 파손된 유리 파편들에 의한 2차 피해를 막는 편이 좋다. 최근에는 테이프, 젖은 신문지를 붙이는 대신 파손 방지 기구를 만들려는 노력이 이어지고 있다.
또한 페인트 마커 등을 이용해 창문에 색을 입히거나 장식하여 꾸밀 수 있다.
창은 보통 유리와 같은 투명하거나 반투명한 물질로 마감한다. 자매품인 스테인드 글라스의 경우 유리에 특수한 원료를 넣어 조각조각 나눠서 그림에 맞게 나눠 맞춰서 제작한다.

## 역사

### 기술

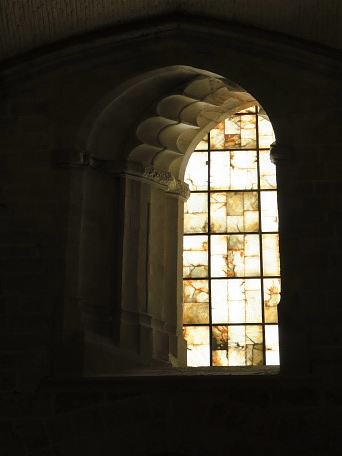
발렌시아 대성당의 알라바스터창

기원전 13세기에 최초의 창문은 낮 동안 빛이 들어오도록 지붕에 초벌구이를 한 개구부였다. 이후 창문은 동물 가죽, 천 또는 나무로 덮여 있었다. 다음에는 열고 닫을 수 있는 문닫이가 나왔다. 시간이 지남에 따라 반투명 동물 뿔의 납작한 조각, 종이와 같은 여러 개의 작은 반투명 재료 조각을 사용하여 외부 요소로부터 주민을 보호하고 빛을 투과하는 창문이 만들어졌다. 시트, 얇은 대리석 조각(예: 펜자이트) 또는 유리 조각을 나무, 철 또는 납 틀에 고정한다. 극동 지역에서는 창문을 채우는 데 종이가 사용되었다. 로마인들은 로마 이집트에서 처음 개발된 기술을 활용하여 창문용 유리를 최초로 사용한 것으로 알려져 있다. 특히 알렉산드리아에서 기원전 100년 경, 비록 광학적 특성은 좋지 않았지만 주조 유리창이 나타나기 시작했지만 이것은 전체적으로 원형 줄무늬 패턴이 있는 시트로 편평하게 펴진 불어 유리 항아리(원통형 모양)에 불과했고 작고 두꺼웠다. 창문 유리가 투명해지기까지는 1000년 이상이 소요되었다. 1154년에 알이드리시(Al-Idrisi)는 유리창을 가나 제국 왕의 궁전의 한 특징으로 묘사했다.
부풀린 유리 원통의 한쪽 면을 절단하고 동일한 양의 유리 재료로 더 얇은 직사각형 창유리를 생산하는 기술이 수세기에 걸쳐 개발되었다. 이로 인해 일반적으로 멀리언이라고 불리는 수직 지지대에 의해 분리된 크고 좁은 창문이 생겼다. 멀리언 유리창은 유럽의 부유층이 선택한 창이었던 반면, 종이창은 경제적이고 고대 중국, 한국, 일본에서 널리 사용되었다. 영국에서는 17세기 초에야 일반 가정의 창문에 유리가 흔하게 사용된 반면, 동물의 뿔을 편평하게 만든 유리창은 14세기 초에 사용되었다.
현대적인 스타일의 바닥에서 천장까지 이어지는 창문은 산업용 판유리 제조 공정이 완성된 후에야 가능해졌다. 현대 창문은 일반적으로 유리로 채워져 있지만 일부는 투명한 플라스틱으로 되어 있다.

### 패션 및 트렌드
기둥 사이에 삽입된 아치형 창문의 전통을 바탕으로 12세기부터 서유럽 교회 건축에 란셋 창문이 도입되면서 트레이서리와 정교한 스테인드글라스 창문뿐만 아니라 뾰족하거나 둥근 모양의 오랜 모티브가 탄생했다. 교회 건물의 창문 모양은 오늘날에도 여전히 많은 교회에서 볼 수 있다.
피터 스미스(Peter Smith)는 초기 현대 시골 웨일스 창 건축의 전반적인 추세에 대해 논의한다.
최대 1680개 정도의 창문은 비율에 따라 수평형으로 배치되었으며, 이는 홀 하우스에 위층을 삽입하여 천장이 낮은 방을 조명하기에 적합한 형태이다. 그 이후로 수직으로 균형 잡힌 창문이 유행하게 되었는데, 이는 적어도 부분적으로는 높은 천장에 대한 르네상스 시대의 취향에 대한 반응이었다. 1914년 이래로 바퀴는 완전한 원을 그리게 되었고 수평으로 비례하는 창문이 다시 선호되었다.
판유리 기술의 확산으로 전망창의 도입이 가능해졌다. (펜실베니아 레빗타운, 1951-1952년 설립)

## 사진

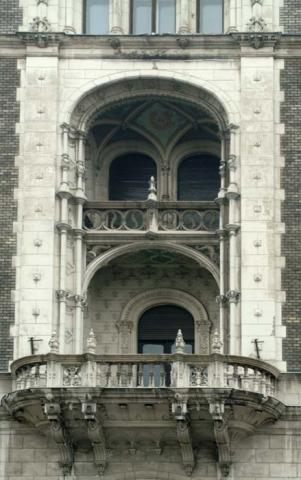
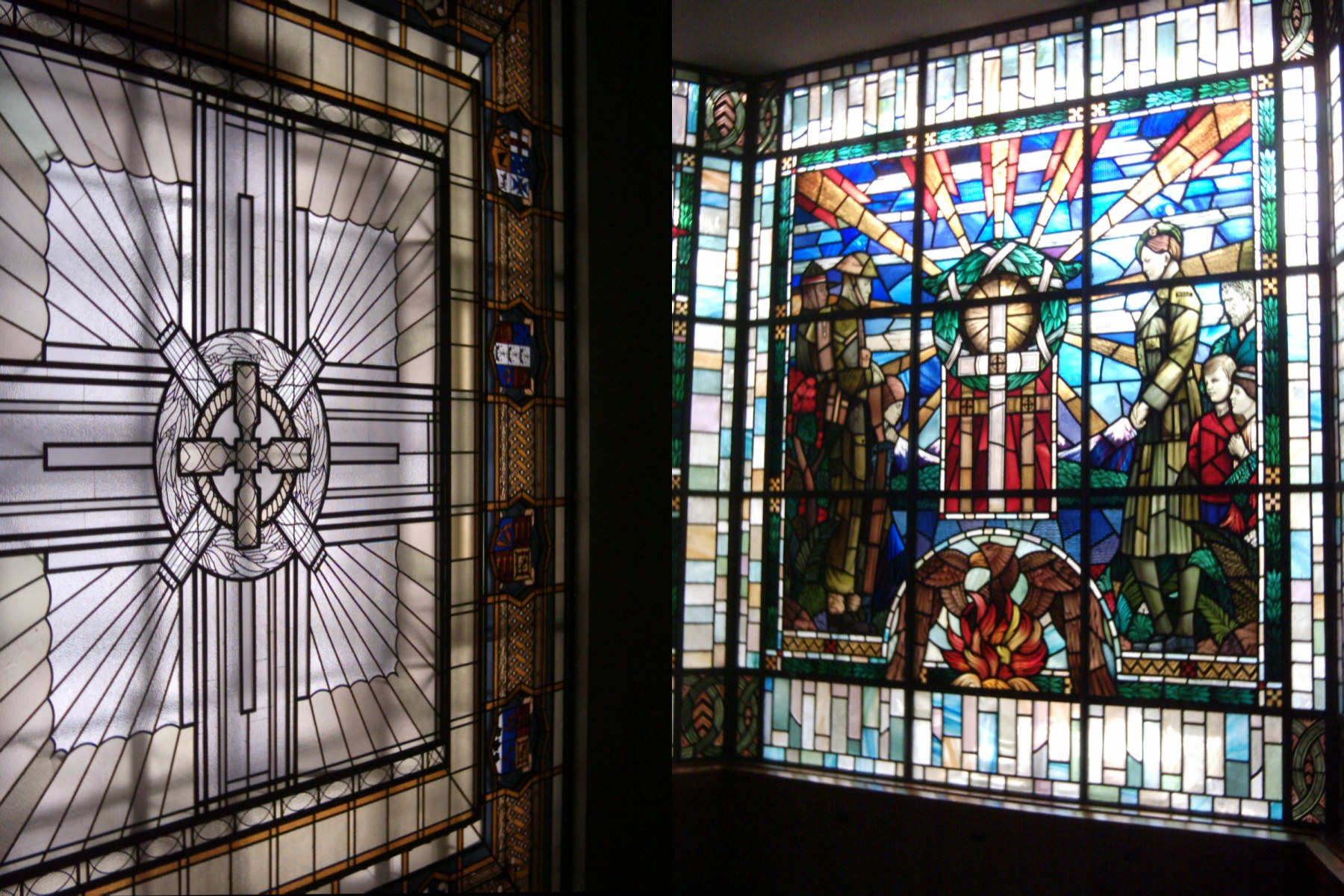
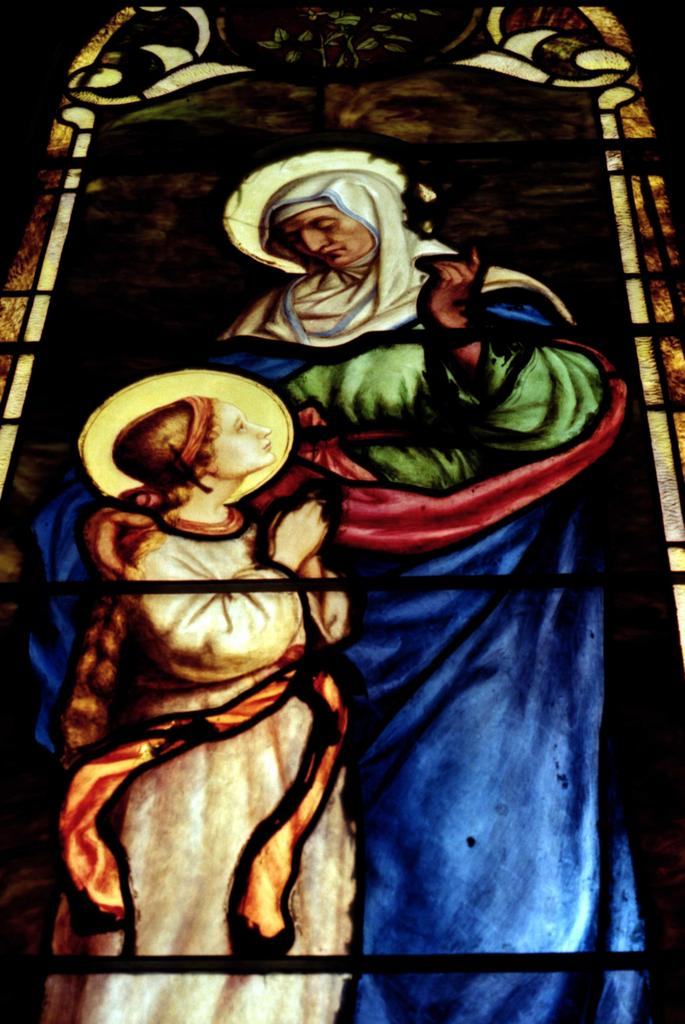
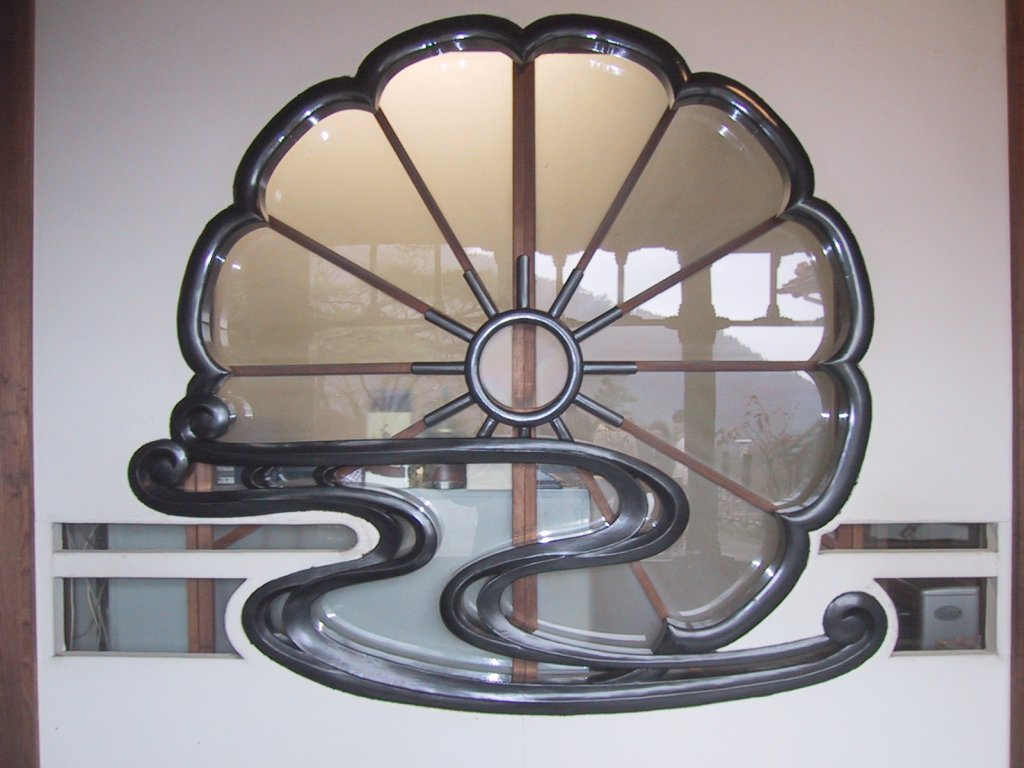
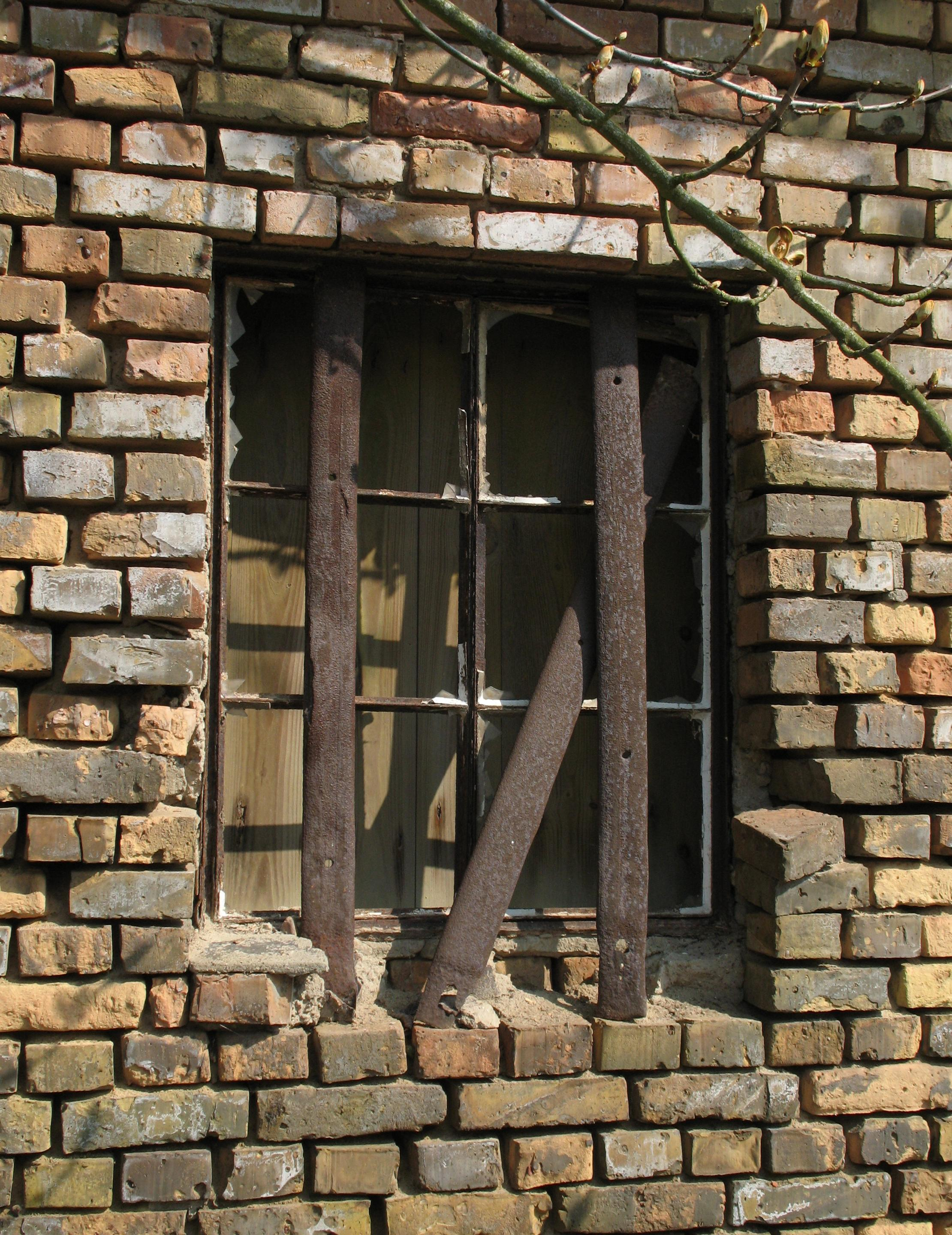

## 같이 보기
- 창문 필름
- 창 블라인드
- 창호
- 진열창
- 포르토치카
- 장미창